# Léon IV (pape)
Pour les articles homonymes, voir Léon IV.
Léon IV, né à Rome vers 790 et décédé le 17 juillet 855 dans la même ville, est un moine bénédictin et cardinal-prêtre de Serge II qui fut élu Évêque de Rome et donc 103e pape de l'Église catholique de 847 à 855. Il dut faire face à la grave menace sarrasine. Considéré comme saint par l'Église il est liturgiquement commémoré (dans l'ordre bénédictin) le 17 juillet.

## Biographie

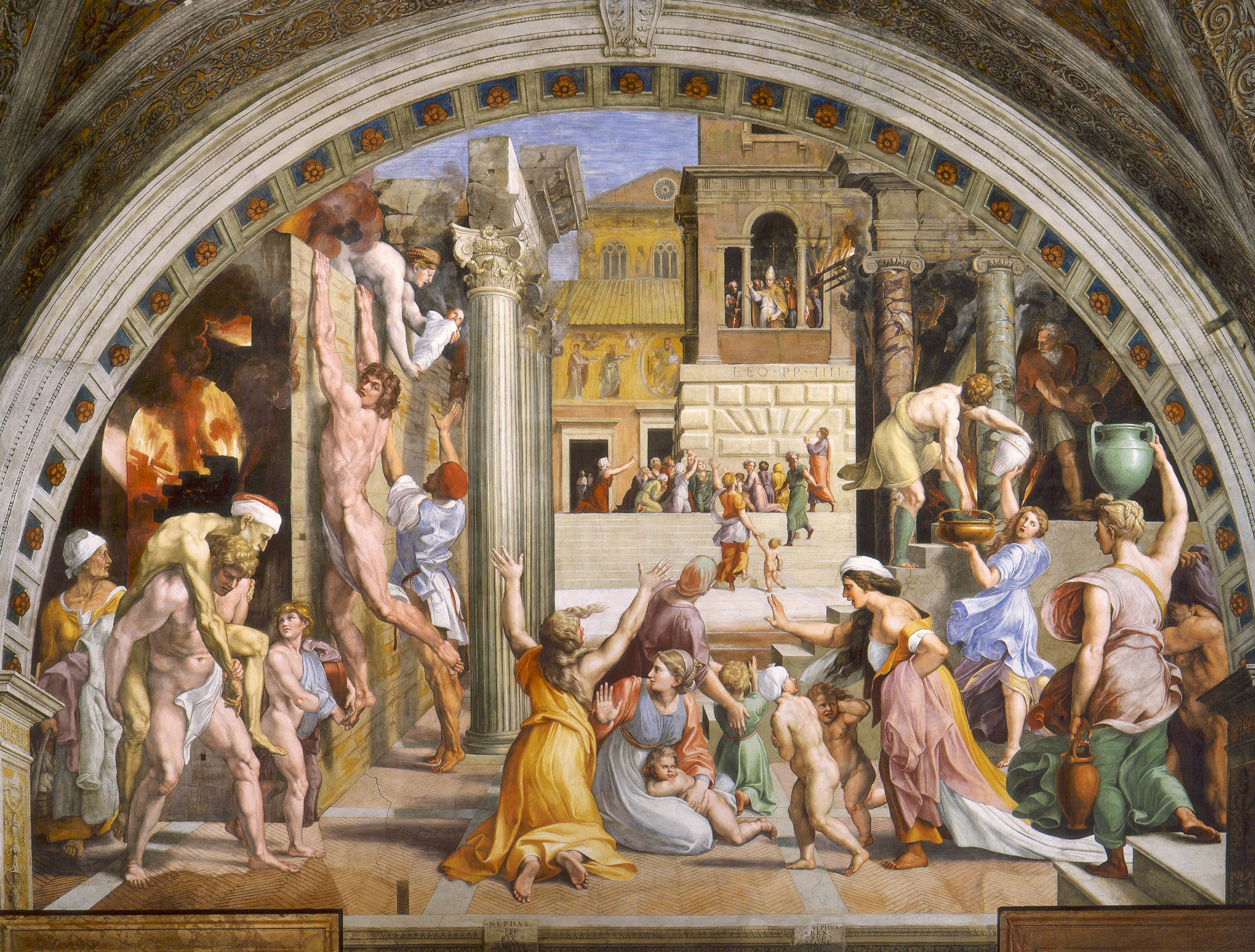
Léon IV éteignant l'incendie du Borgo en bénissant la ville de Rome, peinture de Raphaël.

Romain de naissance, il devint moine bénédictin au monastère Saint-Martin de Rome. Sous-diacre puis cardinal-prêtre de Serge II qui l'appréciait beaucoup, il fut élu Évêque de Rome à l'unanimité le 10 avril 847. L'urgence de la menace sarrasine fit qu'il fut intronisé et consacré avant même que l'assentiment de l'empereur ne soit reçu. Cela se passait quelques mois après une attaque menée sur Rome par les Sarrasins (846). Ainsi, son grand ouvrage consista à faire construire un rempart autour de la colline du Vatican, pour protéger l'ensemble des constructions religieuses. Cet ensemble, terminé en 852, fut appelé d'après lui la cité léonine. Il fit aussi fortifier d'autres lieux dans le Latium, et restaurer la basilique Saint-Pierre, très endommagée par l'attaque de 846.
En 847, selon le Liber Pontificalis, il aurait miraculeusement éteint l'incendie de Borgo par sa seule bénédiction.
Il eut à combattre un certain Anastase III, qu'il fit anathématiser à deux reprises (en 850 et en 853) par des synodes, et qui tenta de se faire élire pape à sa mort. On sait qu'il s'agit de la même personne qu'Anastase le Bibliothécaire.
Il offrit au souverain breton Nominoë un diadème d'or en 848 en reconnaissance de l'indépendance de la Bretagne. Il couronna en 850 l'empereur carolingien Louis II le Jeune, fils de Lothaire Ier, et oignit en 853 le jeune prince de Wessex Alfred, futur roi des Anglo-Saxons Alfred le Grand. Il entra dans une querelle avec le patriarche Ignace de Constantinople à propos de la déposition par celui-ci de l'archevêque de Syracuse Grégoire Asbestas, la papauté revendiquant la juridiction de la Sicile.